# Contea di Stone (Missouri)
La contea di Stone in inglese Stone County è una contea dello Stato del Missouri, negli Stati Uniti. La popolazione al censimento del 2000 era di 28 658 abitanti. Il capoluogo di contea è Galena